# Pseudoconnarus
Pseudoconnarus ist eine Pflanzengattung in der Familie der Connaraceae. Die etwa fünf Arten sind im tropischen Südamerika verbreitet.

## Beschreibung

### Vegetative Merkmale
Pseudoconnarus-Arten sind Lianen. Die wechselständig angeordneten Laubblätter sind unpaarig gefiedert und bestehen aus drei Blattfiedern.

### Generative Merkmale
Die Blüten stehen in rispigen Blütenständen zusammen. Die zwittrigen und recht deutlich heterodistylen Blüten sind fünfzählig mit doppelter Blütenhülle.
Die Kronblätter sind kahl, aber mit Drüsen besetzt, die Staubfäden sind kahl, die Griffel kahl oder behaart. Es gibt fünf Fruchtblätter.
Die  ungestielten Bälgfrüchte sind innen und außen kahl und öffnen sich reif. Die Samen sind einzeln am Ansatz der Balgfrucht befestigt; das Endosperm ist reichlich, die Keimblätter sind dünn, die Radicula ist spitz.

## Systematik und Verbreitung
Die Gattung Pseudoconnarus wurde 1886 durch Ludwig Adolph Timotheus Radlkofer in Sitzungsberichte der Mathematisch-Physikalischen Classe (Klasse) der K. B. Akademie der Wissenschaften zu München, Band 16, Seite 356 aufgestellt.
Die Gattung Pseudoconnarus gehört zur Tribus Cnestidae in der Familie Connaraceae.
Die Gattung ist, selten für die Familie Connaraceae, neuweltlich, alle Arten finden sich im tropischen Südamerika.
Es gibt etwa fünf Pseudoconnarus-Arten:
- Pseudoconnarus agelaeoides (G.Schellenb.) Forero: Sie kommt vom westlichen Kolumbien bis Peru vor.[1]
- Pseudoconnarus agelifolius Cuatrec.: Dieser Endemit kommt nur im kolumbianischen Valle del Cauca vor.[1]
- Pseudoconnarus macrophyllus (Poepp.) Radlk. (Syn.: Connarus fecundus Baker, Connarus macrophyllus Poepp., Pseudoconnarus fecundus (Baker) Radlk., Rourea macrophylla (Poepp.) Baker, Santalodes macrophyllum (Poepp.) Kuntze): Sie ist in Südamerika von Kolumbien sowie Venezuela bis Peru, Guayana und nördlichen Brasilien verbreitet.[1]
- Pseudoconnarus rhynchosioides (Standl.) Prance: Sie kommt vom westlichen Kolumbien bis Peru und nördlichen Brasilien vor.[1]
- Pseudoconnarus subtriplinervis (Radlk.) G.Schellenb.: Sie kommt vom südöstlichen Venezuela über Guyana und Suriname bis ins nördliche Brasilien vor.[1]

## Nachweise